# Miroslav Kačer
Miroslav Kačer (15. ledna 1927, Jaroměř - 21. srpna 1978, Praha) byl český literární historik a teatrolog, jehož lze řadit ke strukturalismu. Zvláštní pozornost věnoval osobnosti Josefa Kajetána Tyla, většinu prací o něm napsal ve spolupráci s Mojmírem Otrubou. Sám napsal monografii Václava Tháma (1965).

## Život
Maturoval roku 1946 na reálném gymnáziu v Praze. Poté vystudoval teatrologii a estetiku na Filozofické fakultě Univerzity Karlovy. Na škole ho svým strukturalismem ovlivnil Jan Mukařovský. V roce 1950 získal doktorát za práci o českém divadle v první polovině 19. století (národní obrození), což bylo jeho ústřední téma po celý život. V letech 1950–1951 pracoval v Ústavu pro českou literaturu, v letech 1951–1954 byl aspirantem na své alma mater. Roku 1954 se vrátil do Ústavu, kde v roce 1956 získal titul kandidát věd, obhájením práce o Tylovi. Normalizace ho nejprve postihla převedením do Scénografického ústavu v roce 1971, roku 1974 mocenská sekyra dopadla na jeho osud plně a byl propuštěn i z nového působiště. Pracoval pak jako noční hlídač až do své smrti v roce 1978.